# Incendios forestales en Ática de 2018
Una serie continua de incendios forestales en Grecia comenzó en las zonas costeras de Ática en julio de 2018 y causó al menos 100 muertes. Para el 24 de julio, se había confirmado el fallecimiento de 76 personas.  Unos 164 adultos y 23 niños fueron llevados al hospital con heridas, incluidos 11 adultos en estado grave. Estos incendios fueron los más mortíferos en afectar a Grecia desde el que sucedió en el sur del Peloponeso en 2007, que mató a 84 personas.
Más de 700 residentes han sido evacuados y/o rescatados principalmente del pueblo costero de Mati, donde los rescatistas encontraron 26 cadáveres atrapados a pocos metros del mar, aparentemente abrazándose unos a otros mientras morían. Los barcos también recuperaron cadáveres del agua y rescataron a cientos de personas de las playas y del mar. Diez personas se ahogaron cuando un bote que los rescataba de un hotel en Mati volcó.
Grecia desplegó toda su flota de aviones de combate de incendios, y dispuso más de 250 camiones de bomberos con más de 600 hombres. El primer ministro griego Alexis Tsipras declaró estado de emergencia en Ática, y anunció un período de luto nacional de tres días, afirmando en un discurso televisado que «el país atraviesa una tragedia indescriptible».
Después del incendio, las banderas de la Acrópolis y del Parlamento Helénico ondeaban a media asta. La sede de la Comisión Europea en Bruselas también izó las banderas europeas a media asta en honor de las víctimas. Muchos países de todo el mundo ayudaron u ofrecieron ayuda a Grecia.

## Fuegos
El 23 de julio de 2018 a las 13:00, hora de Europa Oriental, comenzó un incendio forestal cerca de la ciudad de Kineta. Unas horas más tarde, un segundo incendio forestal comenzó a arder cerca de Penteli. Debido a los vientos huracanados en la zona, que produjeron ráfagas de hasta 124 kilómetros por hora (12 Beaufort), ambos incendios forestales se propagaron rápidamente. El incendio de Kineta quemó casas en la zona, mientras que el de Penteli se dirigió hacia la playa, donde comenzó a quemar partes de Neos Voutzas, Mati y Kokkino Limanaki.

### Impacto
Las llamas eran tan intensas que atraparon y quemaron personas dentro de sus casas, automóviles o a pocos metros de la playa. El fuego destruyó miles de vehículos y casas antes de que pudiera ser controlado horas después. Un campamento de verano compuesto por 620 niños fue evacuado en una operación durante la noche.
Este fue el segundo incendio forestal más letal que ocurrió en todo el mundo desde 2001, después de los incendios forestales del Sábado Negro de 2009 en Australia que causaron la muerte de 180 personas. Además, este fue el sexto incendio forestal más mortífero de los ocurridos en los últimos cien años. Solo los incendios forestales del Sábado Negro de 2009, el Fuego del Dragón Negro de 1987, los incendios forestales de Indonesia de 1997, el Fuego de Cloquet de 1918 y el Fuego de Kursha-2 de 1936 tuvieron un mayor número de muertes.

## Damnificados
Al 11 de agosto, 94 personas habían muerto, 46 mujeres, 35 hombres, 11 niños (1 infante) y 2 no identificados. El más joven tenía 6 meses y el mayor tenía 93 años. Había 87 griegos, 2 polacos, 1 irlandés, 1 belga, 1 georgiano y 2 no identificados.
Al menos 164 adultos y 23 niños fueron llevados al hospital con lesiones, incluidos 11 adultos en estado grave.

## Causa
El 26 de julio de 2018, el alcalde de Penteli, Dimitris Stergiou, afirmó que el mortal incendio que afectó el este ático y mató a 85 personas en Mati comenzó a partir de un cable dañado en un poste de electricidad.

## Reconstrucción
El alcalde de Atenas, Giorgos Kaminis, ha estado en constante comunicación con las autoridades locales de los municipios afectados por los incendios forestales. La ciudad de Atenas encargará un estudio para investigar y propondrá un plan de reforestación accionable y resistente, así como recaudará fondos a través de la Asociación de Atenas para los afectados.
Durante la reconstrucción y el rescate en torno a los incendios forestales, ciudadanos griegos, empresas y organizaciones se unieron para ayudarse mutuamente. Las empresas entregaron comida y agua gratis a las víctimas. Organizaciones como el Centro Helénico para la Prevención y Control de Enfermedades lanzaron donaciones, y los ciudadanos abrieron sus hogares para los afectados, tanto de forma independiente como a través de Airbnb.

### Asistencia internacional
Grecia hizo un llamamiento de ayuda de otros países para combatir los incendios y hacer frente a la situación de emergencia presentando una solicitud a través del Mecanismo de Protección Civil de la Unión Europea para asistencia internacional con activos aéreos y terrestres. El comisario europeo de Ayuda Humanitaria y Gestión de Crisis llegó a Atenas el 24 de julio para coordinar la asistencia de la UE a Grecia a través del Mecanismo de Protección Civil de la UE. El Mecanismo de Protección Civil de la UE ayudó a movilizar aviones, vehículos, personal médico y bomberos de los países de la UE. El satélite Copérnico de la UE también se ha activado para proporcionar a las autoridades mapas altamente especializados. El ministro griego Nikos Toskas dijo que nunca antes había recibido tantas ofertas para ayudar en los esfuerzos de extinción de incendios, alabando la solidaridad que otros países han mostrado.
Los siguientes países ofrecieron su ayuda:
- Albania- Una ayuda de 12603544,42 leks (unos 100 000 euros) para hacer frente a la situación de emergencia.[23]
- Alemania[24]
- Australia- Ofreció ayuda si es necesario.[25]
- Austria[26]
- Armenia Ofreció ayuda si es necesario.[27]
- Bulgaria[21]
- Chipre- Camiones de bomberos y personal.[28]
- Croacia– Dos aviones Bombardier 415.[29]
- España- Dos aviones Bombardier 415 del 43 Grupo de Fuerzas Aéreas del Ejército del Aire.[30][24]
- Estados Unidos– Vigilancia de los incendios forestales con drones para ayudar a detectar y combatir los incendios con mayor rapidez.[31]
- Francia[4]
- Georgia[26]
- Hungría[26]
- Israel[32][33]
- Italia– Dos aviones Bombardier 415.[34][24]
- Macedonia– 6 000 000 denares (aproximadamente 100 000 euros) de ayuda económica para hacer frente a la situación de emergencia.[35]
- Malta[21]
- Montenegro[21]
- Polonia– Se proporcionaron dos equipos del Servicio de Bomberos del Estado para apoyar la operación de rescate y lucha contra incendios.[36]
- Portugal- Portugal ha ofrecido la ayuda de 50 bomberos en el ámbito del Mecanismo de Protección Civil de la UE.[37]
- Rumania– Un avión Alenia C-27J Spartan configurado para combatir incendios y un avión Hércules C-130 para apoyo logístico, así como un total de 20 soldados.[38]
- Rusia[39]
- Serbia[40]
- Suiza[26]
- Turquía[24]